# Zazie

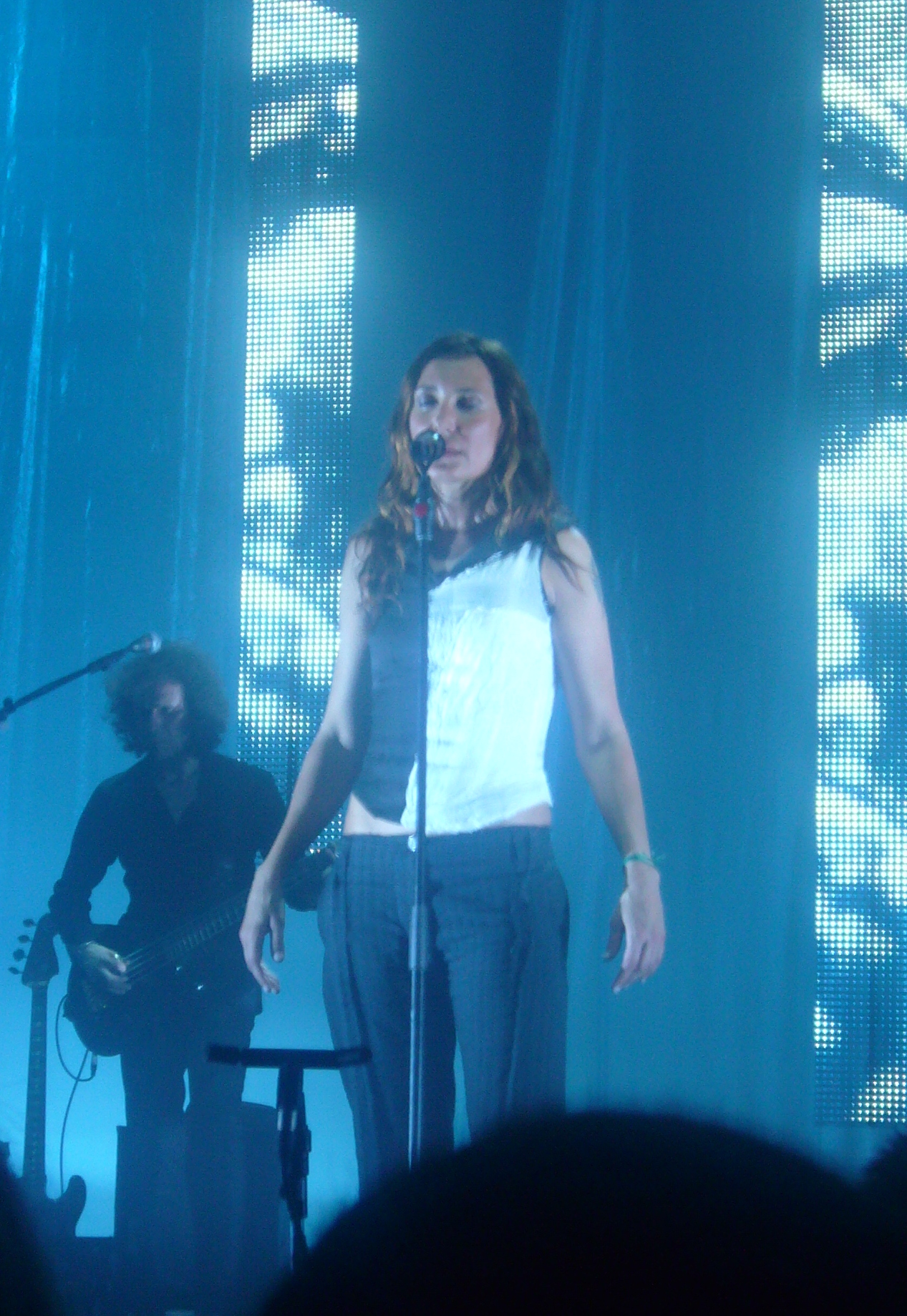
Zazie

Zazie (egentligen Isabelle de Truchis de Varennes), född den 18 april 1964 i Boulogne-Billancourt, är en fransk sångerska. 

## Diskografi

### Album
- 1992 "Je Tu Ils"
- 1995 "Zen"
- 1998 "Made In Love"
- 1999 "Made In Live"
- 2001 "La Zizanie" #1 France
- 2003 "Ze live" #3 France
- 2004 "Rodéo" #2 France
- 2006 "Rodéo Tour"
- 2007 "Totem"
- 2010 "Za7ie"
- 2013 "Cyclo"

### Singlar
- 1992 "Sucré salé"
- 1995 "Larsen" #38 France
- 1995 "Zen"
- 1996 "Un Point C'est Toi", #24 France
- 1996 "Homme sweet homme"
- 1997 "Les Meilleurs Ennemis" (Pascal Obispo & Zazie), #39 France
- 1998 "Tous Des Anges", #87 France
- 1998 "Ca Fait Mal Et Ca Fait Rien", #75 France
- 1998 "Tout Le Monde", #23 France
- 2001 "A Ma Place"(Axel Bauer & Zazie), #4 France
- 2001 "Rue De La Paix", #11 France
- 2002 "Adam Et Yves", #22 France
- 2003 "Danse Avec Les Loops", #53 France

## Utmärkelser
- Victoire de la musique :
  - Årets musikshow, konsert eller turné (2006)
  - Årets kvinnliga grupp eller artist (2002)
  - Årets kvinnliga artist (1998)
  - Årets musikvideo : Larsen, regisserad Philippe André (1996)
  - Årets nykomling inom pop (1993)
- NRJ Music Awards :
  - Bästa franskspråkiga låt (2002) tillsammans ned Axel Bauer för "A ma place".